# Sina-drums

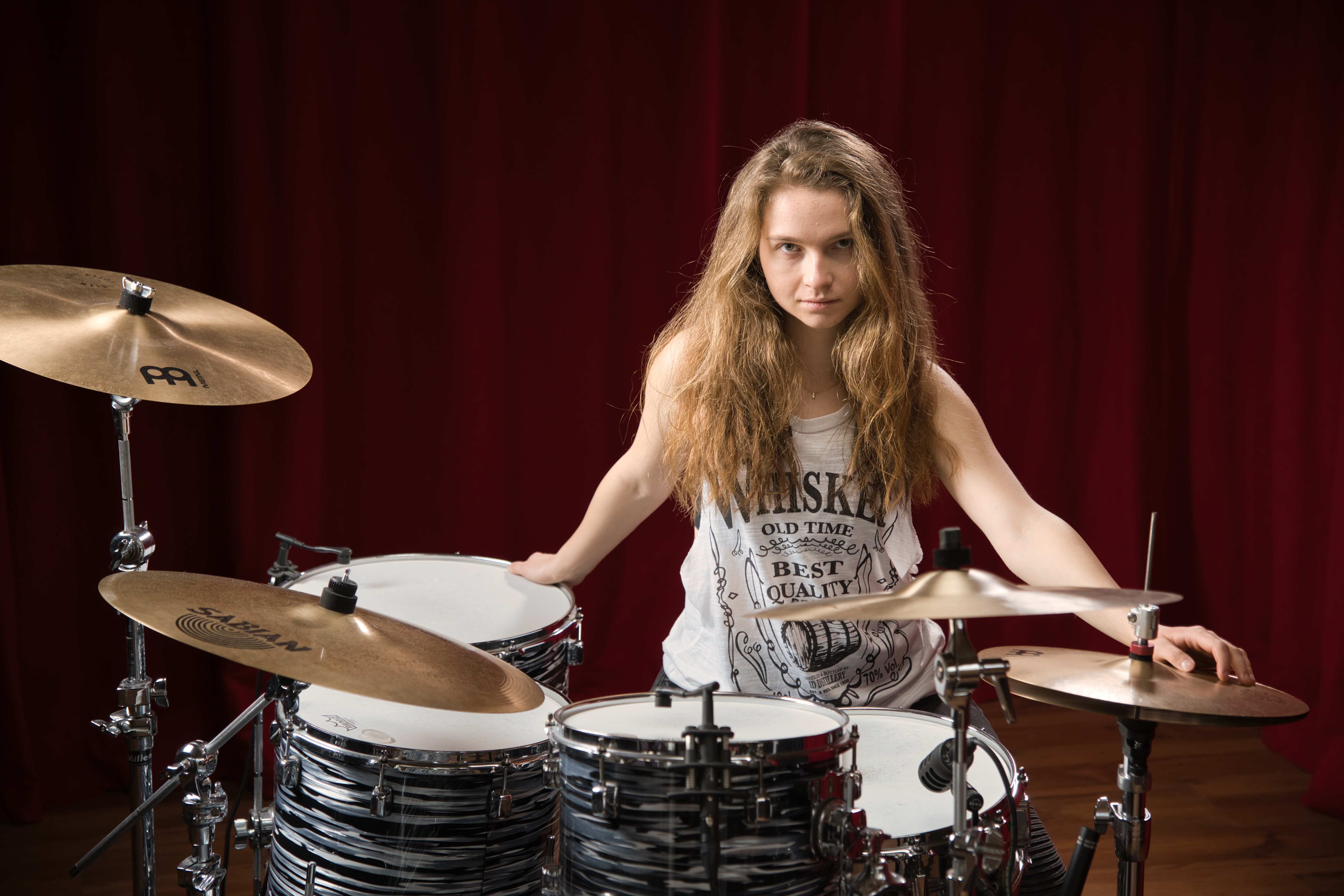
Sina Döring 2023

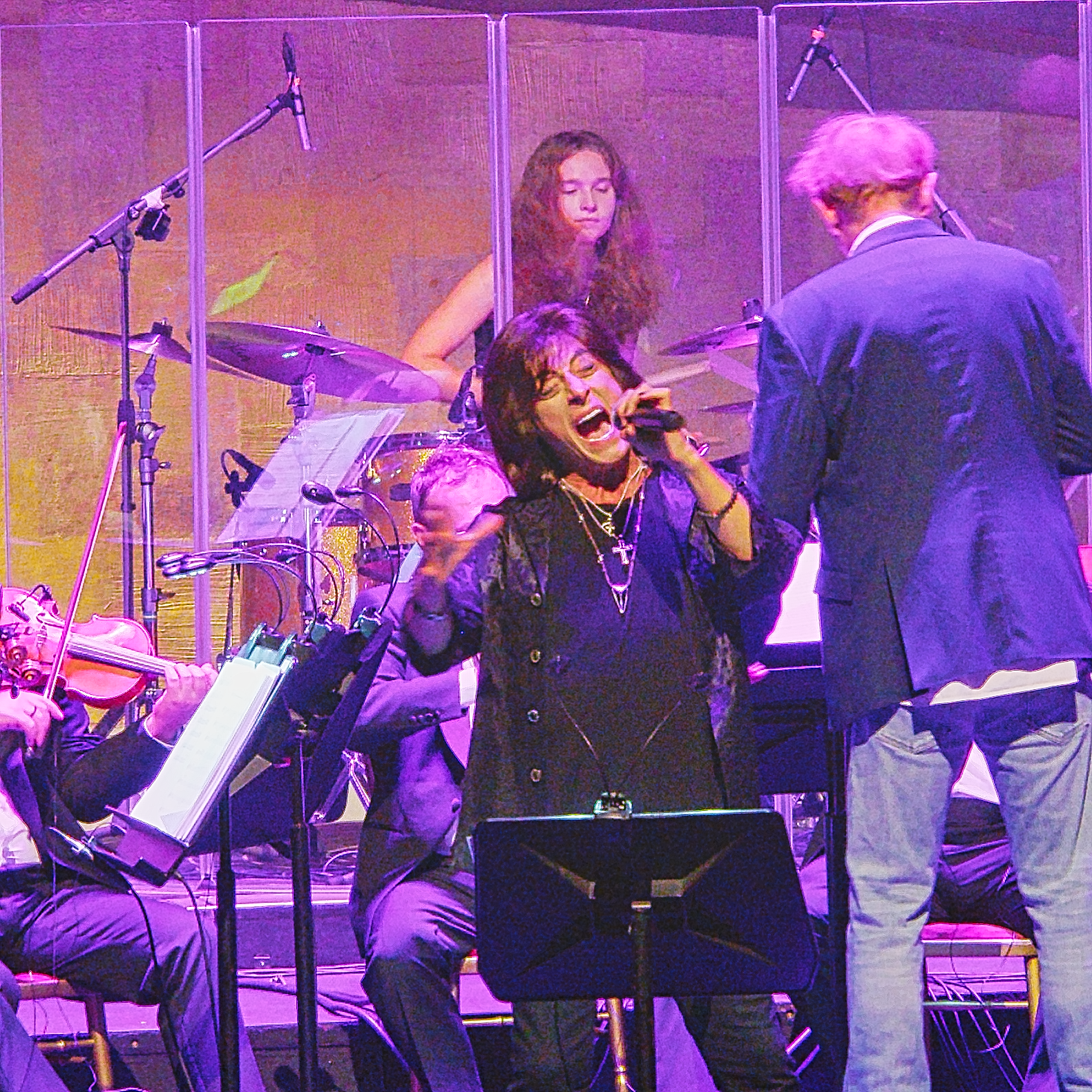
Döring mit Joe Lynn Turner 2022 bei Rock The Opera in der Wiener Staatsoper

Sina Döring (* 6. Mai 1999 in Marburg, Hessen, Deutschland) ist eine in London lebende, deutsche Schlagzeugerin. Sie wurde unter dem Pseudonym sina-drums bekannt, unter dem sie ihren YouTube-Kanal betreibt. Neben ihrem Erfolg als YouTuberin mit über 1,7 Millionen Abonnenten veröffentlichte sie mehrere Alben und arbeitete mit internationalen Größen zusammen.

## Leben
Sina Döring wurde am 6. Mai 1999 in Marburg, Hessen, Deutschland, in eine musikalische Familie hineingeboren. Sinas Vater, Michael Döring, ist unter dem Künstlernamen Mike Wilbury als Live- und Studiomusiker sowie als Songwriter und Produzent tätig. Ihre Mutter spielt Klavier und singt gerne. Im Alter von 2 Jahren begleitete Sina das erste Mal ihren Vater auf der Tour seiner Beatles-Tribute-Band The Silver Beatles durch Österreich. Als Döring sechs Jahre alt war, nahm ihr Vater das Kindermusical A Toy Soldier in Love auf, in dem Döring erstmalig als Schauspielerin in einem Werbetrailer fungierte. Im Jahr 2009 begann Döring mit dem Schlagzeugspiel und nahm zwischen 2009 und 2016 regelmäßig Stunden an der Schlagzeugschule Drummer´s Inspiration in Krefeld.
Am 30. September 2013 hat Dörings Vater ihren YouTube-Kanal ins Leben gerufen und am gleichen Tag ihr erstes Drum-Cover hochgeladen, bei dem sie zu Metropolis Pt. 1 von Dream Theater trommelte. Ihr YouTube-Kanal sina-drums, auf dem sie über 500 Videos darbietet, hat über 1,5 Millionen Abonnenten und insgesamt über 666 Millionen Aufrufe (beides Stand 18. August 2024). Das meistgesehene Video ist mit 70 Millionen Aufrufen (Stand 18. August 2024) ihr Drum-Cover des Dire Straits Songs Sultans of Swing aus dem Jahr 1978. Mit dem Kanal zog sie musikalisch sowohl das deutsche als auch das internationale Interesse auf sich. Im Jahr 2017 bezeichnete Daniel Seraphine, Gründungsmitglied von Chicago, Döring in einem Interview in Bezug auf ihr Drum-Cover von 25 or 6 to 4 als „großartig“.
Nachdem sie einige Jahre lang immer mehr Drum-Cover auf ihrem Kanal präsentierte, begann sie 2015 an einem eigenen Projekt zu arbeiten, für das sie junge Musikerinnen und Musiker aus aller Welt zusammenbrachte, um ein eigenes Album aufzunehmen. Unter anderem war Lauren Isenberg, die heute unter dem Namen Renforshort bekannt ist, mit von der Partie. Das Ergebnis veröffentlichte Sina 2016 über Rockwerk Records (Label-Kooperative des Deutschen Rock & Pop Musikerverbandes e. V.) unter dem Namen Chi Might.
Von 2017 bis März 2021 war Döring Teil der Hard-Rock-Band The Gäs. Mit dieser spielte sie unter anderem bei den Rheinbach Classics als Vorgruppe von Glenn Hughes und der Manfred Mann’s Earth Band. Mit The Gäs brachte sie 2017 das Musikalbum Savage heraus.
Mit der Zeit erarbeitete Döring sich einen Ruf als angesehene Musikerin und spielte mit bekannten Größen der Musikgeschichte. So war sie in Thomas Gottschalk – Die große 68er Show 2018 von Thomas Gottschalk als Schlagzeugerin für den schottischen Musiker Donovan und sein Lied Hurdy Gurdy Man im ZDF zu sehen.
Von 2017 bis 2018 machte Döring einen zusätzlichen Intensiv-Schlagzeug-Kurs im Vollzeitstudium beim Drummers Institute in Krefeld, das sie mit einem Diplom abschloss. Parallel arbeitete sie an ihrem zweiten Chi-Might-Musikalbum, welches sie erneut über Rockwerk Records veröffentlichte. Da sich danach die COVID-19-Pandemie anschloss und öffentliche Auftritte selten erlaubt waren, produzierte sie in dieser Zeit das Album Chi Might III, das 2020 im Selbstverlag erschien.
Im Jahr 2018 wurde Döring gebeten, im Rahmen der Serie The Art of Drumming des britischen Medienunternehmens Sky als Expertin für Keith Moons Schlagzeugstil zu fungieren.
2019 produzierte Donovan ein Brian-Jones-Tributalbum mit dem Titel Joolz Jones & The Jukes, bei dem er Joolz Jones, den Enkel von Brian Jones, als Sänger verpflichtete und Sina als Schlagzeugerin. Sina ist in 11 der 13 Musikvideos des Albums zu sehen, da die anderen beiden Stücke ohne Schlagzeug auskommen.
Im September 2020 begann Döring ein Jazz & Pop-Studium an der ArtEZ in Arnhem in den Niederlanden, wo sie am 10. Juni 2024 ihr Examen in Jazz & Pop Drums machte. Parallel tourte sie mit Rock the Opera durch Europa.
Für Der Ole trommelte Sina 2020 bei dem Song Durch die Zeit auf dem gleichnamigen Album. Ian Paice, britischer Schlagzeuger und Gründungsmitglied der Musikgruppe Deep Purple, entdeckte Döring 2020, kommentierte in einem eigenen Video ihre Schlagzeug Coverversion von Burn und bezeichnete sie als „brillant“. Im Jahr 2021 produzierte er ein eigenes Video in Kooperation mit Sina und der japanischen Schlagzeugerin Yoyoka Soma, welches auch Sina auf ihrem Kanal veröffentlichen durfte. Ebenso war Döring bei Alligatoah zu Gast im Nadelhorst.
Weiterhin wurde Döring 2021 von Jim Peterik (z. B. Eye of the Tiger) eingeladen, bei seinem Song Dear Life auf dem Album Tigress: Woman Who Rock the World das Schlagzeug zu spielen.
In den Jahren 2021 und 2022 war Döring Teil der Europatour von Rock the Opera, wo sie unter anderem mit Joe Lynn Turner in der Wiener Staatsoper auftrat.
In den Jahren 2023 und 2024 spielte Döring zusammen mit Elsa Steixner, die sie beim Studium an der ArtEZ kennenlernte, mehrere Cover-Versionen von unter anderem The Beatles, The Who, Pink Floyd und The Animals ein.
Nach ihrem Abschluss bei der ArtEZ zog Sina 2024 nach London.

## Diskografie

### Soloalben
- 2016: Chi Might (Rockwerk Records)[13]
- 2019:  Chi Might II (Rockwerk Records)[21]
- 2020: Chi Might III (Eigenproduktion)[22]

### Kollaborationen
mit Joolz Jones
- 2019: Joolz Juke & The Jukes[25]

mit The Gäs
- 2017 Savage[17]

mit Sticky Hickey
- 2021: Witchdoctor[39]

### Singles
mit Jim Peterik
- 2021 Dear Life auf dem Album Tigress: Woman Who Rock The World

mit Der Ole
- 2020 Durch die Zeit auf dem Album Durch die Zeit